# Eva Maria
Eva Maria, geboren als Eva Maria Hückl (Innsbruck, 28 mei 1934), is een Oostenrijks-Belgisch voormalig zangeres en televisiepresentatrice. Ze is vooral bekend als het gezicht van het lichtklassieke muziekprogramma Mezza Musica, dat ze gedurende tien jaar presenteerde.

## Levensloop
Eva Maria groeide op in Wenen. Om haar taalkennis bij te schaven reisde ze door de Verenigde Staten en door Europa. Op de Expo 58 te Brussel was ze hostess van het Oostenrijks paviljoen. Daar leerde ze haar aanstaande echtgenoot, de latere Agalev-politicus Ludo Dierickx, kennen. Het jaar daarop huwden ze waardoor Eva Maria definitief naar België kwam.
Als zangeres van chansons deed ze mee aan de liedjeswedstrijd De Gouden Sirene te Middelkerke, de voorloper van de Baccarabeker. In 1969 bereikte ze de halve finale en in 1972 behaalde ze de tweede plaats in de wedstrijd. In 1973 won ze de eerste prijs voor de beste vertolking met het lied Meinem Kind waardoor haar zangcarrière in een stroomversnelling kwam. Eva Maria bracht een drietal singles uit waardoor ze mocht optreden in een aantal televisieprogramma's.
In het voorjaar van 1975 zocht Bob Boon haar aan om het lichtklassieke televisieprogramma Mezza Musica op de Nederlandstalige publiek televisieomroep BRT te presenteren. Gedurende de tien jaar dat het programma liep, werden honderd afleveringen opgenomen en was ze het gezicht van het programma. Verder presenteerde ze nog de programma's Eva Maria in concert en Muzieksalon.
Terwijl Eva Maria in België Mezza Musica presenteerde, was ze van 1976 tot 1979 eveneens quizmaster op de ORF, de Oostenrijkse publieke omroep.
Na haar televisiecarrière trok ze zich terug uit het publieke leven om in de schaduw te treden van de politieke loopbaan van Ludo Dierickx.

## Trivia
In 1981 was ze laureaat van de Nationale Orde van de Gulle Lach (Genk).

## Discografie

### Singles
- Kom Kom (1973)
- De nieuwe morgen (1973)
- Goed begonnen, half gewonnen (1974)
- Als lied wil ik klinken (1988)

### Elpees
- Met Eva Maria in Wien (1974)
- Eva Maria Portret (1980)
- De andere Eva (1989)